# Liolaemus martorii
Liolaemus martorii — вид ігуаноподібних ящірок родини Liolaemidae. Ендемік Аргентини.

## Поширення і екологія
Liolaemus martorii мешкають в департаменті Сан-Антоніо в провінції Ріо-Негро, на узбережжі затоки Сан-Матіас. Вони живуть на прибережних піщаних дюнах, порослих колючими чагарниками. Зустрічаються на висоті до 200 м над рівнем моря. Живляться комахами, відкладають яйця.

## Збереження
МСОП класифікує цей вид як вразливий. Liolaemus martorii загрожує знищення природного середовища.